# Ashley Walker
Ashley Walker, née le 24 février 1987 à Stockton (Californie), est une joueuse de basket-ball américaine naturalisée roumaine.

## Biographie
Formée aux Golden Bears de la Californie, elle est la seule joueuse à associer plus de 1000 points, 800 rebonds, 200 passes décisives et 100 contres. Elle compile 47 double-doubles. Elle est sélectionnée au 12e rang de la draft WNBA 2009 par le Storm de Seattle.
Durant l'été 2013, elle signe pour le club italien promu de Virtus Eirene Raguse qui termine finaliste du championnat. Meilleure scoreuse de la ligue italienne avec des moyennes de 16,8 points complétés par 9,7 rebonds, elle signe pour une saison.
Naturalisée roumaine, elle dispute en novembre 2019 les qualifications pour la coupe du monde 2019.

## Parcours
- 2005-2009 :  Golden Bears de la Californie (NCAA)
- 2009- :  Storm de Seattle (WNBA)
- 2010- :  Shock de Tulsa(WNBA)
- 2013- :  Sun du Connecticut (WNBA)

- 2008-2009 :  Maccabi Ashdod
- 2010–2011 :  Dynamo NPU
- 2010–2011 :  Maccabi Ramat Hen
- 2010–2011 :  Ceyhan Belediyespor
- 2012-2013 :  Club Sportiv Municipal Târgovişte
- 2013- :  Virtus Eirene Raguse

## Distinctions personnelles
- MVP du championnat israélien 2008-2009 et finaliste du championnat
- Finaliste du championnat italien 2013-2014
- Meilleure scoreuse du championnat italien 2013-2014